# Josep Corbella (periodista)
Josep Corbella (Barcelona, 1966) és periodista de La Vanguardia, responsable de la informació de ciència i salut des del 1993. Anteriorment havia treballat al suplement «Medicina y Calidad de Vida» de La Vanguardia (1990-1993), al Diari de Barcelona (1988-1990) i a la revista Carrer Gran (1986-1988). És coautor dels llibres La cocina de la salud (coescrit amb Ferran Adrià i Valentí Fuster), La ciencia de la salud (coescrit amb Valentí Fuster) i Sapiens (coescrit amb Eudald Carbonell, Salvador Moyà i Robert Sala). A més, col·labora amb l'emissora de ràdio RAC1 des de la seva fundació, amb un espai setmanal d'informació científica al programa «Versió RAC1» de Toni Clapés.